# Francesco Tizza
Francesco Tizza (* 24. Februar 1981 in Seregno) ist ein ehemaliger italienischer Radrennfahrer.
Francesco Tizza gewann 2006 die beiden italienischen Eintagesrennen Alpe di Noveis und Giro della Valsesia. 2007 schloss er sich dem Schweizer Professional Continental Team OTC Doors-Lauretana an und fuhr bis zur Saison 2010 bei UCI-Radsportteams. In seinem zweiten Jahr dort wurde er Zweiter bei der Tour du Jura. 2010 wurde er Achter des Giro della Provincia di Reggio Calabria.
Im Zuge der Dopingermittlungen der Staatsanwaltschaft von Padua geriet er Ende 2014 in den Verdacht, Kunde des umstrittenen Sportmediziners Michele Ferrari gewesen zu sein.

## Erfolge
2006
- Giro della Valsesia

## Teams
- 2007 OTC Doors-Lauretana
- 2008 NGC Medical-OTC Industria Porte
- 2009 Carmiooro-A Style
- 2010 Carmiooro-NGC